# Saint-Pabu
Saint-Pabu är en kommun i departementet Finistère i regionen Bretagne i västra Frankrike. Kommunen ligger i kantonen Ploudalmézeau som tillhör arrondissementet Brest. År 2022 hade Saint-Pabu 2 078 invånare.

## Befolkningsutveckling
Antalet invånare i kommunen Saint-Pabu
Referens:INSEE